# Русселе, Луи

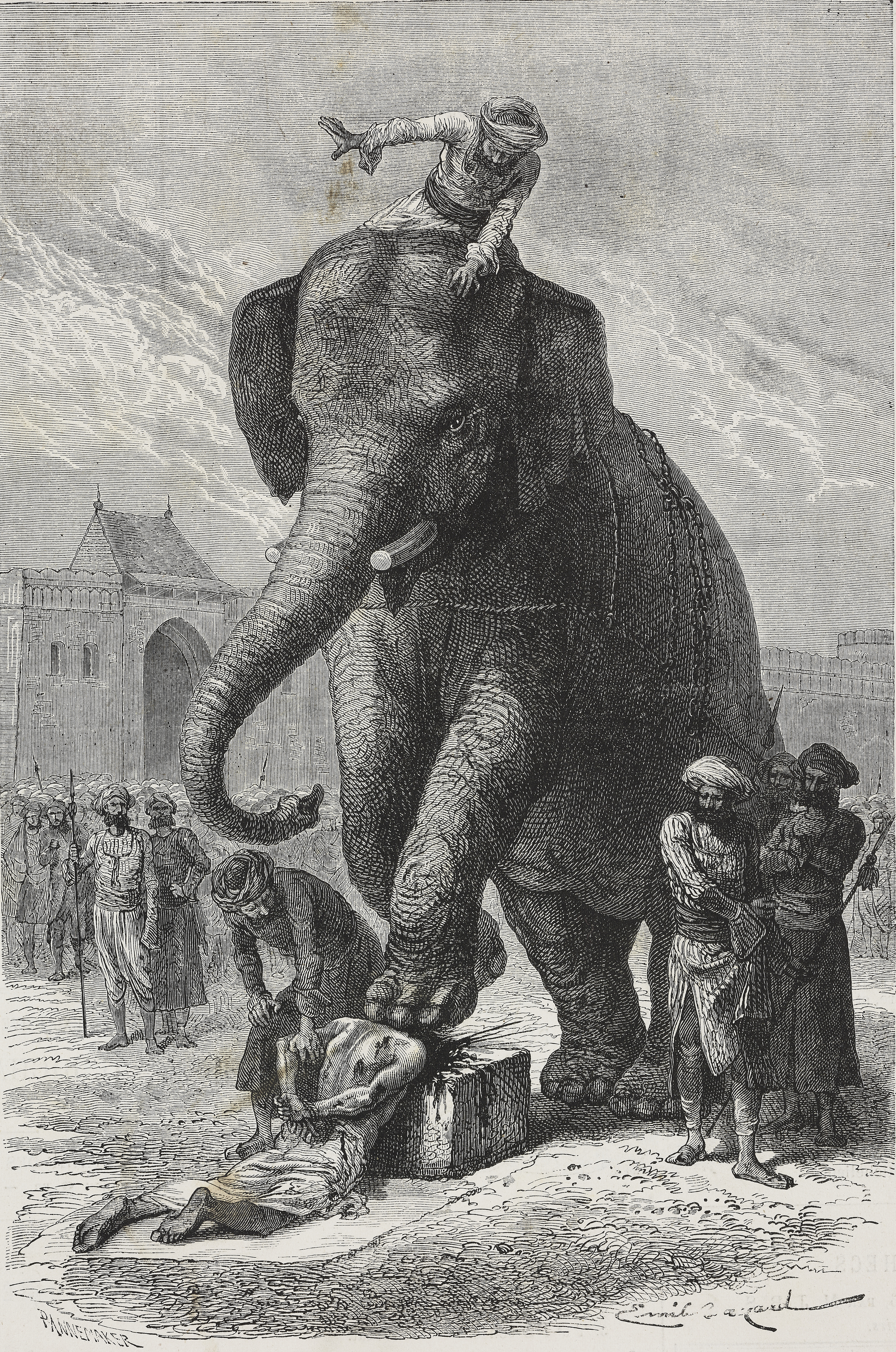
Казнь слонами, изображённая в «Le Tour du Monde», 1868.

Луи Русселе (фр. Louis Rousselet, 1845—1929) — французский путешественник и географ, археолог, этнограф, фотограф.

## Биография
В 1863 году был послан в Индию с поручением собрать памятники французского влияния в Декане, а в 1865 году предпринял, при содействии английского правительства, поездку с археологическими и этнографическими целями во внутренние области Индии, остававшиеся под владычеством туземных правителей; во время этой поездки Русселе один из первых исследовал знаменитую группу буддийских памятников в Санчи. Результаты своих исследований Русселе изложил в ряде статей, напечатанных в журнале «Tour du monde» за 1871—73 гг. и изданных отдельно, под заглавием «L’Inde des Rajas» (1874).
Написал ещё:
- «Londres et ses environs» (1873, в серии путеводителей Жоанна),
- «Charmeur de serpents» (1878),
- «Deux Mousses» (1880),
- «Fils du Connétable» (1881),
- «Tambour de Royal-Auvergne» (1882),
- «Peau du tigre» (1883),
- «Nos Grandes écoles militaires et civiles» (1887),
- «L’Exposition universelle de 1889» (1890).